# 艾地骨化醇
艾地骨化醇是一种有机化合物，化学式C30H50O5，是骨化三醇（维生素D的活性形式）的结构类似物，在日本作为治疗骨質疏鬆症的药物销售  。